# 福爾瑟姆 (蘭道夫縣)
福爾瑟姆（英語：Folsom）是一個位於美國阿拉巴馬州蘭道夫縣的非建制地區。該地的面積和人口皆未知。

## 地理
福爾瑟姆的座標為33°27′14″N 85°33′00″W / 33.45389°N 85.55000°W，而該地的平均海拔高度為370米（即1214英尺）。